# Jean II (seigneur de Monaco)
Pour les articles homonymes, voir Jean II.
Jean II de Monaco (italien : Giovanni Grimaldi) (surnommé « Le Magnifique ») (*1468 ; † 11 octobre 1505 à Monaco), de la famille Grimaldi, est seigneur de Monaco de mars 1494 jusqu'à sa mort, le 11 octobre 1505.

## Biographie
Il est l'ainé des huit fils de Lambert de Monaco et de Claudine Grimaldi. À l'âge de 26 ans, en 1494, il succède à son père comme seigneur de Monaco.
En 1486, il épouse Antoinette (†1500), fille naturelle du duc Philippe II de Savoie et de Libera Portoneri, et sœur de René de Savoie et de Pierre de Savoie, évêque de Genève.
Dans son action politique, il suit l'exemple de ses ancêtres, soutenant les rois de France dans leur tentative pour conquérir l'Italie. L’importance de Monaco dans ce projet venait de sa situation géographique. Jean II devient chambellan du roi et commandant en chef des flottes françaises.
Il protège les arts et les artistes, il fait magnifiquement décorer ses châteaux à Monaco et à Menton. L'un des artistes qu’il soutient particulièrement est le peintre Louis Bréa.
Cependant ses sautes d’humeur mécontentent bien des gens. C’est de justesse qu’à Vintimille il échappe à un attentat. Il perçoit une gabelle sur les navires pour le transport du grain et du sel, ce qui lui vaut d’être traduit en justice devant la cour d’Aix-en-Provence. Il veut se soustraire à cette juridiction, puisqu'il est le prince d'un État indépendant et que le Pape seul a le droit de décider. En fin de compte, il sort vainqueur de ce litige mais il en affronte bien d’autres au cours de son règne.
Dans la nuit du 10 au 11 octobre 1505, il est poignardé au Palais de Monaco par son frère cadet Lucien, en état de légitime défense à ce qu’il parait, au cours d’une querelle qui aurait mal tourné. C’est Lucien qui lui succède.

## Armoiries
| Blason | Blasonnement : Fuselé d'argent et de gueules. |